# 小西美希
小西 美希 （こにし みき、現： 西 みき、1988年10月3日 -）は、千葉県木更津市出身のファッションモデル、女優。元クリエイティブビジョン所属。2009年から西みきと名前を変更し、心機一転して活動中。F-FactoryJapan所属。

## 略歴・人物
13歳のときに遊園地でスカウトされ、早くも雑誌グラビア撮影でハワイへ行くことになる。母親には猛反対されたが、父親が後押しし、最終的には両親共に娘の活躍を応援するようになる。
14歳で雑誌「ラブベリー」の専属モデルとなったことを始め、雑誌グラビア、ドラマ、映画などで活動する。目標とする芸能人は土屋アンナで、彼女のように幅広いジャンルで活躍していきたいと語る。
ちなみに生まれは鹿児島県だが、すぐに千葉に引っ越したため、プロフィール上では千葉出身を名乗っている。
趣味は料理、テニス。特技は陸上競技。
2007年11月、所属事務所との所属契約を解除した。
2009年から西みきと名前を変え、活動を再開。2012年3月20日美マージュに参加。

## 出演

### テレビドラマ
- お寺の国のアリス（2003年、KBS京都） - 広田佐和子役

### バラエティ
- 恋するいちごパラダイス（2003年、BS朝日）

### 映画
- ショートオムニバス『絆』シリーズ・彷徨う女（2005年、クリエイティブビジョン）
- スプリング☆デイズ（2007年）

### インターネットテレビ

#### ドラマ
- キミのミカタ（2006年） - 水谷菜穂役